# Буххольц (Рёбель)
Буххольц (нем. Buchholz) — община в Германии, в земле Мекленбург-Передняя Померания.
Входит в состав района Мюриц. Подчиняется управлению Рёбель-Мюриц. Население составляет 137 человек (на 31 декабря 2010 года). Занимает площадь 15,17 км².